# Manicuredamen med det store Hjærte
Manicuredamen med det store Hjærte er en stum romantisk komediefilmfra 1911 produceret af Biorama. Biorama betegnede i sit program filmen som "et lystspil i 25 afdelinger.
Filmen havde dansk premiere i Biorama biograf på Trianglen i København den 10. maj 1911.

## Handling
Hofjægermester Krag nægter at lade sin datter gifte sig med den borgerlige Carl Vedel, selvom hele familien tigger og beder. Heldigvis byder der sig pludselig flere muligheder for alligevel at overtale den stædige patriark. Det viser sig blandt andet, at han jævnligt besøger manicuredamen Stella inde i byen, og dét skal han stå til regnskab for.

## Medvirkende
- Oscar Stribolt, Hofjægermester Krag
- Victoria Petersen, Hofjægermesterinden
- Ludvig Nathansen, Kammerjunker Krag
- Vera Brechling, Frk. Adelheid Krag
- Holger Pedersen (Gissemand), Carl Vedel, Adelheids bejler
- Johannes Guldbrandsen, Kammerherren
- Magna Redøhl, Stella, manicuredame
- Olga Svendsen, Manicuredame
- Kate Fabian, Manicuredame
- Karen Winther, Manicuredame
- Tonny Lehmann, Jens Bonde
- Agnes Lorentzen, Manicuredame
- Olga Lindgreen, 6. manicuredame